# Tetima Hu
Tetima Hu (chiń. upr. 台特玛湖; pinyin Táitèmǎ Hú) – jezioro w Chinach, położone w południowo-wschodniej części Kotliny Kaszgarskiej. Uchodzą do niego rzeki Tarym i Czerczen-daria. W wyniku nieracjonalnej eksploatacji obszarów wzdłuż rzeki Tarym, jezioro wyschło w 1972 roku, jednak dzięki późniejszej odbudowie ekosystemu rzeki przez rząd Chin na początku XXI wieku udało się dokonać jego rewitalizacji. W 2019 roku powierzchnia jeziora wynosiła od 267,27 do 455,27 km².